# Francique rhénan de Lorraine
Le francique rhénan de Lorraine est linguistiquement du francique rhénan et géographiquement localisé dans l'Est de la Lorraine mosellane et en Alsace bossue. C'est une des trois formes du francique lorrain.

## Géographie

Carte des principaux dialectes parlés en Moselle.

Les principales villes dans lesquelles on parle le francique rhénan de Lorraine se trouvent en Moselle et sont Forbach, Sarreguemines, Saint-Avold, Creutzwald, Freyming-Merlebach, Stiring-Wendel, Farschviller, Sarrebourg, Behren-lès-Forbach, Hombourg-Haut, Petite-Rosselle, Farébersviller, L'Hôpital, Bitche, Phalsbourg, Sarralbe, Folschviller, Cocheren, Carling, Grosbliederstroff, Woustviller, Spicheren, Puttelange-aux-Lacs, Sarre-Union (en Alsace bossue), Macheren, Hambach, Schœneck, Morsbach, Dabo, Alsting, Porcelette, Théding, Réding, Rohrbach-lès-Bitche et Rouhling.
La limite orientale correspond à la ligne de crète des Vosges du Nord: c'est au-delà de cette ligne qu'on rencontre le francique méridional ou l'alémanique de l'extrême sud-est du canton mosellan de Phalsbourg (frontières d'avant 2015) et d'Alsace. Le francique rhénan de Lorraine se distingue de l'alémanique par la ligne Pund/Pfund (seconde mutation consonantique à l'initiale). Il y a peu de différences avec le francique rhénan pratiqué en Alsace bossue (Ce territoire relevait autrefois en grande partie du comté de Sarrewerden et faisait partie de ce que l'on appelait la Lorraine allemande et à ce titre on peut accepter de parler du francique rhénan de Lorraine comme langue de l'Alsace bossue).
La limite occidentale correspond à peu près à la ligne de séparation des eaux entre la Nied, région du francique mosellan de Lorraine et les autres affluents directs ou indirects de la Sarre coulant en Lorraine. Le francique rhénan lorrain se distingue du francique mosellan lorrain par la ligne das/dat(mutation consonantique en finale).
La limite sud est la frontière linguistique avec les parlers lorrains romans.
Au nord il y a une continuité linguistique avec le francique rhénan de Sarre et du Palatinat. La dénomination francique rhénan lorrain s'arrête donc à la frontière politique sans que le continuum linguistique soit rompu.

## Phonologie

### Voyelles
Le système vocalique du francique rhénan de Lorraine comprend deux séries de voyelles: les voyelles non arrondies et les voyelles arrondies. Toutes ces voyelles peuvent être brèves ou longues (dans le tableau ci-dessous les longues sont notées avec un double point ":").
Les voyelles non arrondies sont toutes des voyelles antérieures et les voyelles arrondies sont toutes postérieures.
Il n'y a pas de voyelles arrondies antérieures contrairement à l'allemand standard (sauf lorsque le francique lorrain est teinté d'alémanique aux abords de l'Alsace).
Les basses brèves non arrondies sont un peu décalées vers l'arrière et les longues encore davantage.
L'écriture des voyelles brèves et des voyelles longues est identique, mais après le voyelles brèves la consonne est doublée.
Dans le tableau ci-dessous les symboles de l'alphabet phonétique international sont entre crochets, l'écriture normalisée correspondante élaborée par le GERIPA est entre parenthèses. Il est possible d'écouter le son en cliquant sur ♫. La transcription des brèves et des longues est la même mais on peut les différencier par le doublement de la consonne derrière les voyelles brèves
| VOYELLES           | antérieures            | centrales         | postérieures   |
| ------------------ | ---------------------- | ----------------- | -------------- |
|                    | non arrondies          | muettes           | arrondies      |
| haute              | [i] [i:] ♫ (i) ou (ie) |                   | [u] [u:] ♫ (u) |
| haute inférieure   | [ɪ] [ɪ:] ♫ (ì) ou (ìe) |                   | [ʊ] [ʊ:] ♫ (ù) |
| moyenne supérieure | [e] [e:] ♫ (é) ou (ee) | [ə] ♫ (e)         | [o] [o:] ♫ (o) |
| moyenne inférieure | [ɛ] [ɛ:] ♫ (è) ou (ä)  | [ə] ♫ (e)         | [ɔ] [ɔ:] ♫ (ò) |
| basse supérieure   | [æ] [æ:] ♫ (æ)         | [ɐ] ♫ (r) ou (er) |                |
| basse              | [a] [a:] ♫ (a)         |                   | [ɒ] [ɒ:] ♫ (à) |

Les voyelles basses supérieures antérieures ne sont présentes que de façon marginale.

### Diphtongues
La diphtongaison est très inégalement répartie sur le territoire du francique rhénan. La partie la plus au nord possède le plus de diphtongues et la partie sud n'a été que très peu touchée par la diphtongaison. L'écriture des diphtongues est obtenue à partir des deux voyelles qui la composent.

### Consonnes
Dans les tableaux ci-dessous les symboles de l'alphabet phonétique international sont entre crochets, l'écriture normalisée correspondante élaborée par le GERIPA est entre parenthèses. Il est possible d'écouter le son en cliquant sur ♫.

#### Consonnes occlusives
| CONSONNES OCCLUSIVES | sourdes   | sonores avec dévoisement (1) | sonores   | sonores    |
| -------------------- | --------- | ---------------------------- | --------- | ---------- |
| bilabiale            | [p] ♫ (p) | [b̥] (♫1) (b)                 | [b] ♫ (b) | [m] ♫ (m)  |
| alvéodentale         | [t] ♫ (t) | [d̥] (♫2) (d)                 | [d] ♫ (d) | [n] ♫ (n)  |
| vélaire              | [k] ♫ (k) | [ɡ̊] (♫3) (g)                 | [g] ♫ (g) | [ŋ] ♫ (ng) |
|                      | fortes    | faibles                      | faibles   | nasales    |

(1) Sourde à explosion sonore: l'explosion est sonore, mais le son est ensuite assourdi c’est-à-dire dévoisé. On pourra consulter à ce sujet l'article dévoisement 
(♫1) La prononciation est proche d'un b se transformant en p comme dans les mots suivants où il subit l'attraction sourde de la lettre qui suit absent ; webcam
(♫2) La prononciation est proche d'un d se transformant en t comme dans les mots suivants où il subit l'attraction sourde de la lettre qui suit médecin ; wodka
(♫3) La prononciation est proche d'un g se transformant en k comme dans les mots suivants où il subit l'attraction sourde de la lettre qui suit big crash ; big chief
Les consonnes faibles réellement sonores ne sont présentes que dans la partie ouest du francique rhénan lorrain, à l'est d'une ligne suivant approximativement le cours de la Sarre elles sont dévoisées.

#### Consonnes fricatives
| CONSONNES FRICATIVES    | sourdes            | sonores      | liquides          | vibrantes   |
| ----------------------- | ------------------ | ------------ | ----------------- | ----------- |
| labiodentales           | [ f ] ♫ (f)        | [ v ] ♫ (v)  |                   |             |
| alvéolaires             | [ s ] ♫ (z) ou (s) | [ z ] ♫ (s)  | [ l ] ♫ (l)       | [ r ] ♫ (r) |
| postalvéolaires         | [ ʃ ] ♫ (sch)      | [ ʒ ] ♫ (jh) |                   |             |
| dorsopalatales          | [ ç ] ♫ (ch)       | [ ʝ ] ♫ (j)  |                   |             |
| dorsovélaires/uvulaires | [ x ] ♫ (ch)       | [ ɣ ] ♫ (gh) |                   | [ R ] ♫ (r) |
| laryngales              | [ h ] ♫ (h)        |              |                   |             |
|                         |                    |              | spirante latérale |             |

La prononciation de la dorsopalatale fricative [ ç ] n'est pas uniforme et diffère souvent de celle du "ich-Laut" allemand se rapprochant souvent de la prononciation du ch français intermédiaire entre le "ich-Laut" allemand et le [ ʃ ].

## Grammaire

### Verbes et conjugaison
Les verbes possèdent en général un infinitif, un impératif, un participe passé et une conjugaison au présent de l'indicatif. Les autres temps sont obtenus à l'aide d'auxiliaires qui peuvent avoir une conjugaison plus complète. Ces auxiliaires peuvent être suivis de l'infinitif ou du participe passé selon le temps à obtenir.
- L'infinitif est formé du radical verbal suivi d'un n (géhn) ou d'un e (mache).
- Le participe passé:
  - il est généralement formé du radical verbal précédé de ge- et suivi d'un -t 
    - infinitif : mache ; participe passé gemacht
    - infinitif : lèse ; participe passé gelèst

  - il y a aussi des exceptions en particulier pour les verbes commençant par g ou k
    - infinitif : kùmme ;  participe passé kùmm
    - infinitif : géhn ;  participe passé gòng

#### Le présent de l'indicatif
La conjugaison au présent de l'indicatif est la suivante (le radical verbal étant indiqué par un  -  :
| présent indicatif | singulier  | singulier    | pluriel | pluriel |
| ----------------- | ---------- | ------------ | ------- | ------- |
| 1re personne      | ich        | - , - e, - n | mìr     | -e      |
| 2e personne       | de         | - sch        | ìhr     | - e     |
| 3e personne       | er, se, es | - t          | se      | - e     |

Le présent possède aussi une forme signifiant je suis en train de ...
ich bìnn òmm schaffe  (je suis en train de travailler).

#### Le passé de l'indicatif
Le passé (parfait) est conjugué à l'aide d'un des auxiliaires hònn ou sìnn suivi du participe passé. Le participe passé est généralement marqué par le préfixe ge- (gelèst) mais il y a des exceptions (kùmm).
auxiliaire hònn ou hann
| présent indicatif | singulier  | singulier    | pluriel | pluriel      |
| ----------------- | ---------- | ------------ | ------- | ------------ |
| 1re personne      | ich        | hònn ou hann | mìr     | hònn ou hann |
| 2e personne       | de         | hasch        | ìhr     | hònn ou hann |
| 3e personne       | er, se, es | hatt         | se      | hònn ou hann |

auxiliaire sìnn
| présent indicatif | singulier  | singulier    | pluriel | pluriel |
| ----------------- | ---------- | ------------ | ------- | ------- |
| 1re personne      | ich        | bìnn ou sìnn | mìr     | sìnn    |
| 2e personne       | de         | bìsch        | ìhr     | sìnn    |
| 3e personne       | er, se, es | ìsch         | se      | sìnn    |

Le passé possède une autre forme exprimant l'action passée inachevée (comme l'imparfait en français) :
ich war òmm schaffe (je travaillais ou j'étais en train de travailler).

#### Le futur de l'indicatif
Le futur s'exprime de plusieurs manières car le futur par principe n'est pas encore réalisé, l'auxiliaire apporte des nuances sur la nature de l'événement futur :
- futur certain (sans auxiliaire à l'aide du présent de l'indicatif) : ich mache das (je ferai cela, certainement, c'est comme si c'était déjà en train de se faire: c'est pourquoi on utilise alors simplement le présent)

Des nuances peuvent être introduites par des auxiliaires de modalité suivis de l'infinitif :
- futur certain avec promesse (avec l'auxiliaire dùn) : ich dù das mache (je m'engage à le faire)

auxiliaire dùn
| présent indicatif | singulier  | singulier | pluriel | pluriel |
| ----------------- | ---------- | --------- | ------- | ------- |
| 1re personne      | ich        | dù        | mìr     | dùn     |
| 2e personne       | de         | dùsch     | ìhr     | dùn     |
| 3e personne       | er, se, es | dùd       | se      | dùn     |

- futur probable (avec l'auxiliaire wèrre) : ich wèr das mache (je le ferai)

auxiliaire wèrre
| présent indicatif | singulier  | singulier | pluriel | pluriel |
| ----------------- | ---------- | --------- | ------- | ------- |
| 1re personne      | ich        | wèr       | mìr     | wèrre   |
| 2e personne       | de         | wèrsch    | ìhr     | wèrre   |
| 3e personne       | er, se, es | wèrd      | se      | wèrre   |

- futur proche (auxiliaire géhn) : ich géh das mache (je vais le faire)

auxiliaire géhn
| présent indicatif | singulier  | singulier | pluriel | pluriel |
| ----------------- | ---------- | --------- | ------- | ------- |
| 1re personne      | ich        | géh       | mìr     | géhn    |
| 2e personne       | de         | géhsch    | ìhr     | géhn    |
| 3e personne       | er, se, es | géht      | se      | géhn    |

- futur intentionnel (avec l'auxiliaire wìlle) : ich wìll das mache (j'ai l'intention de le faire)

auxiliaire wìlle
| présent indicatif | singulier  | singulier | pluriel | pluriel |
| ----------------- | ---------- | --------- | ------- | ------- |
| 1re personne      | ich        | wìll      | mìr     | wìlle   |
| 2e personne       | de         | wìllsch   | ìhr     | wìlle   |
| 3e personne       | er, se, es | wìll      | se      | wìlle   |

#### Le présent du conditionnel
- Le présent du conditionnel se conjugue avec l'auxiliaire wèrre au conditionnel : ich wùdd das mache (je le ferais probablement si...) ou avec l'auxiliaire dùn au conditionnel : ich dìdd das mache (je le ferais certainement si...) suivi du verbe à l'infinitif.

- auxiliaire wèrre

| présent conditionnel | singulier  | singulier | pluriel | pluriel |
| -------------------- | ---------- | --------- | ------- | ------- |
| 1re personne         | ich        | wùdd      | mìr     | wùdde   |
| 2e personne          | de         | wùdsch    | ìhr     | wùdde   |
| 3e personne          | er, se, es | wùdd      | se      | wùdde   |

- auxiliaire dùn

| présent conditionnel | singulier  | singulier | pluriel | pluriel |
| -------------------- | ---------- | --------- | ------- | ------- |
| 1re personne         | ich        | dìdd      | mìr     | dìdde   |
| 2e personne          | de         | dìdsch    | ìhr     | dìdde   |
| 3e personne          | er, se, es | dìdd      | se      | dìdde   |

#### Le passé du conditionnel
- Le passé du conditionnel se conjugue avec l'auxiliaire hann ou l'auxiliaire sìnn au conditionnel suivi du participe passé : ich hätt das gemacht (je l'aurais fait) ou ich wär kùmm (je serais venu).

- auxiliaire hann

| présent conditionnel | singulier  | singulier | pluriel | pluriel |
| -------------------- | ---------- | --------- | ------- | ------- |
| 1re personne         | ich        | hätt      | mìr     | hätte   |
| 2e personne          | de         | hättsch   | ìhr     | hätte   |
| 3e personne          | er, se, es | hätt      | se      | hätte   |

- auxiliaire sìnn

| présent conditionnel | singulier  | singulier | pluriel | pluriel |
| -------------------- | ---------- | --------- | ------- | ------- |
| 1re personne         | ich        | wär       | mìr     | wäre    |
| 2e personne          | de         | wärsch    | ìhr     | wäre    |
| 3e personne          | er, se, es | wär       | se      | wäre    |

### Articles noms et déclinaison
Les noms se répartissent en trois genres masculin féminin et neutre.
La déclinaison peut se faire avec l'article indéfini ou avec l'article défini. Le nom lui-même ne se décline pas. La marque du cas se trouve sur l'article.

### Déclinaisons
| avec article défini | masculin        | féminin          | neutre        | pluriel |
| ------------------- | --------------- | ---------------- | ------------- | ------- |
| nominatif           | de Mònn ou Mann | die Fraa ou Frau | es ou s' Kìnd | die Lit |
| génitif             | em Mònn ou Mann | der Fraa ou Frau | em Kìnd       | de Lit  |
| datif               | em Mònn ou Mann | der Fraa ou Frau | em Kìnd       | de Lit  |
| accusatif           | de Mònn ou Mann | die Fraa ou Frau | es ou s' Kìnd | die Lit |

| avec article indéfini | masculin        | féminin          | neutre  | pluriel |
| --------------------- | --------------- | ---------------- | ------- | ------- |
| nominatif             | e Mònn ou Mann  | e Fraa ou Frau   | e Kìnd  | Lit     |
| génitif               | me Mònn ou Mann | der Fraa ou Frau | me Kìnd | Lit     |
| datif                 | me Mònn ou Mann | er Fraa ou Frau  | me Kìnd | Lit     |
| accusatif             | e Mònn ou Mann  | e Fraa ou Frau   | e Kìnd  | Lit     |

Le génitif a la même forme que le datif mais la construction est la suivante em (ou ìm)  Mònn sinn Bùch le livre de l'homme

### Prépositions
Comme en allemand il existe des prépositions suivies du datif et d'autres de l'accusatif.
Il y a aussi des prépositions qui peuvent être suivies du datif (locatif) ou de l'accusatif (directif). Les règles sont quasiment identiques à celles de l'allemand standard sauf pour les prépositions qui en allemand sont suivies du génitif.
- les prépositions suivies de l'accusatif sont : dùrch (par), fer pour), gehe (contre), ohne ou ùnne' (sans), ùmm (autour de), widder (contre)

- les prépositions suivies du datif sont : anstatt ou ònstadt (au lieu de), aus ou uss (hors de), ausserhalb ou usserhalb (à l'extérieur de), ìnnerhalb (à l'intérieur de), ìwwerhalb (au-dessus de), mìt ou met (avec, à l'aide de), nòh (vers, à), seit ou sitt ou sinder (depuis), ùnnerhalb. (au-dessous de), von ou van ou encore vun (de), währe (pendant), zù (chez)

- les prépositions suivies de l'accusatif ou du datif selon qu'elles expriment une position (datif) ou un mouvement (accusatif) sont : àn ou òn (près de), hìnner (derrière), ìn ou en (dans), ìwwer (sur), nèwe (à côté de), ùff ou auf (sur, vers - ou dans certains contextes- à, par ex. : Mir gehn ùff die Grub /  Nous allons à la mine), ùnner ou ìnner (sous - ou dans certains contextes - pendant, par ex. : ùnner de Méss / pendant la messe), vòr (devant), zwìsche ou la forme archaïsante tische  (entre),  bi ou bei (chez), ("chez"( remplace zù dans la zone de contact avec le francique mosellan ex. : kùmm bei mich pour kùmm zù mer)

Certaines prépositions se contractent avec l'article ; par exemple ìm Wald remplace ìn em Wald.

### Syntaxe
La phrase affirmative est habituellement formée dans l'ordre par le sujet puis le verbe puis les compléments.
Lorsque l'insistance porte sur un des compléments celui-ci se place avant le verbe : le sujet suit alors le verbe.
La phrase interrogative et la phrase exclamative commencent par le verbe suivi par le sujet. Lorsque l'insistance porte sur un complément la phrase interrogative ou exclamative peut aussi commencer par ce complément. Le verbe précède toujours le sujet dans ces phrases.

## Le festival de la langue francique et des langues de France "Mir Redde Platt"
Il se déroule pour la 24e fois en 2024 dans les villes de Forbach et de Sarreguemines.

## Dictionnaires
- Wörterbuch der deutsch-lothringischen Mundarten (consultable en ligne sur le site de l'université de Trèves)  par Michael Ferdinand Follmann 1909 Strasbourg SHAL ; réédition 1983 Sändig Reprint Verlag Liechtenstein.
- Le Platt, Hélène Nicklaus, éditions Pierron, 2001.
- Lexique de dialecte de la région de Sarreguemines, Marianne Haas-Heckel, éditions confluences, 2001.
- Boussa Platt, René Baro, édité par l'auteur.
- Dictionnaire du parler francique de Saint-Avold par Manfred Pützer-Adolphe Thil-Julien Helleringer, Éditions Serpenoise, Metz, 2001.
- Albert Hudlett, Morphologie verbale dans les parlers du Pays de Bitche (Moselle germanophone), 1989  (ISBN 3261039930)
- Joseph Haffner, Mìnì Mùdderspròòch, 2013  (ISBN 978-2-9545258-0-8)

## Sources
- Atlas linguistique et ethnographique de la Lorraine germanophone par Marthe Philipp, A.Bothorel et G. Levieuge 1977 Éditions du CNRS.
- Charte de la graphie harmonisée des parlers franciques de la Moselle germanophone, GERIPA université de Haute Alsace, sous la direction d'Albert Hudlett.
- (de) dtv-Atlas zur deutschen Sprache.
- Histoire linguistique d'Alsace et de Lorraine, Paul Lévy 1929, Les Belles Lettres, Paris réédition éditions Manucius, Houilles 2004.
- (de) Wörterbuch der deutsch-lotringischen Mundarten, Michael Ferdinand Follmann 1909, réédition Sändig Reprints Verlag, Vaduz Liechtenstein 1986.